# Daniel Everett
Daniel L. Everett (Holtville, 1951) es un lingüista, conocido por su trabajo sobre la lengua de los pirahã, pueblo del Amazonas.
Estudió lingüística en la Universidad Estatal de Campinas; Everett ha sido profesor en el Instituto de Tecnología de Massachusetts y catedrático de lingüística en la Universidad de Pittsburgh. Actualmente es profesor de fonética y fonología en la Universidad de Mánchester.
Sus estudios se alejan de las tesis de lingüistas generativos como Noam Chomsky y psicólogos como Steven Pinker  (quienes sostienen que el lenguaje es innato) y se acercan más a las hipótesis del antropólogo Benjamin Lee Whorf, que considera la lengua materna como modeladora del pensamiento, conectando estrechamente lenguaje y conocimiento.
En una de sus expediciones al Amazonas, en 1993, descubrió una lengua nueva: el Oro Win, que es una de las pocas que usan el fonema dental, bilabial, africado: [t͡ʙ̥].

## El estudio de los pirahã
Everett ha conseguido reconocimiento y renombre internacional por el estudio de la lengua y la cultura de los pirahã, una tribu del Amazonas que vive en cuatro pueblos esparcidos por el río Maici. Esta tribu se caracterizaba por su rechazo a las influencias externas y al poco contacto con el mundo exterior. Everett llegó por primera vez al pueblo de los pirahã en 1977, como misionero con su familia. De hecho, su ex-mujer, Keren, se crio cerca del Amazonas porque su familia también era misionera.
Everett convivió con los pirahã durante un período intermitente de 30 años, de los cuales ocho de éstos vivió como miembro permanente de la tribu con su familia. Mientras Everett aprendía la lengua de los pirahã para poder traducirles la Biblia, más se adentró en conocer las costumbres y la cultura de los pirahã. Así pues, Everett se convirtió en ateo, hecho que rompió su matrimonio.
Everett escribió un estudio sobre el lenguaje de los pirahã, exponiendo una idea contraria a la de Noam Chomsky sobre la gramática universal, de que la base del lenguaje es la recursión de éste. Everett afirma que la gramática pirahã no tiene recursión del lenguaje (un estudio del Departamento de Ciencias Mentales y Cognitivas del MIT no encontró ninguna evidencia de lo contrario). Everett expone que la base de su lenguaje está en la cultura y no en la genética como afirma Chomsky. Estas conclusiones han sido muy polémicas en el campo de la lingüística.
En 2011, la Fundación Nacional del Indio del Brasil, o FUNAI, prohibió a Everett visitar el pueblo pirahã. La última visita conocida de Everett a la tribu de los pirahã fue en el año 2009.